# 河東泰之
河東泰之（日语：／ Kawahigashi Yasuyuki，1962年—），舊姓淺野（日语：／ Asano），是一名日本數學家，東京大學數學科學研究生院教授。他的主要專業領域是算子代數理論。

## 生平
河東出生於東京都大田區，父親在石油公司工作，母親是公文學習中心的老師。1981年，河東從麻布高等學校畢業，與中島啟是同班同學。1981年，他考入東京大學。本科期間，他曾在ASCII工作，並撰寫了多本暢銷軟體書籍，靠著版稅維持生計。
1985年，河東在東京大學數學系完成本科學業。隨後，他於1985年前往加州大學洛杉磯分校學習，師從富田-竹崎理論的倡導者竹崎正道。1989年，他在加州大學洛杉磯分校獲得第一個博士學位，1990年在東京大學獲得第二個博士學位。在擔任現職之前，他曾在多個機構擔任不同的學術職位。

### 研究工作
據河東所稱，他迄今為止最引人注目的成就是2004年與義大利數學家羅伯托·隆戈合著的《中心電荷小於1的局部共形網的分類理論》。

## 學生
河東曾指導小澤登高攻讀博士學位。绪方芳子雖然在東京大學物理系接受教育，但作為學生參加了河東的研討會，並在該大學數學系與他共事了十多年。
河東認為，在完全理解之前，不應該停止質疑、研究或諮詢他人，並斷言「不能做到這一點的人讀博士是荒謬的」。